# Proteuxoa eupolia
Proteuxoa eupolia är en fjärilsart som beskrevs av Turner 1936. Proteuxoa eupolia ingår i släktet Proteuxoa och familjen nattflyn. Inga underarter finns listade i Catalogue of Life.